# Budowlani Łódź Sportowa 2015-2016
Questa voce raccoglie le informazioni riguardanti il Budowlani Łódź Sportowa nelle competizioni ufficiali della stagione 2015-2016.

## Organigramma societario
Area direttiva
- Presidente: Marcin Chudzik

Area tecnica
- Allenatore: Jacek Pasiński
- Allenatore in seconda: Błażej Krzyształowicz

## Rosa
| N° | Nome                   | Ruolo | Data di nascita  | Nazionalità |
| -- | ---------------------- | ----- | ---------------- | ----------- |
| 1  | Daiana Mureșan         | S/O   | 6 luglio 1990    | Romania     |
| 2  | Gabriela Wojtowicz     | C     | 27 novembre 1988 | Polonia     |
| 3  | Aleksandra Liniarska   | C     | 21 dicembre 1981 | Polonia     |
| 6  | Ewelina Tobiasz        | P     | 6 febbraio 1994  | Polonia     |
| 7  | Julia Twardowska       | S     | 4 maggio 1995    | Polonia     |
| 8  | Aleksandra Gromadowska | S     | 3 febbraio 1996  | Polonia     |
| 10 | Magdalena Woźniczka    | S     | 11 aprile 1997   | Polonia     |
| 11 | Sylwia Pycia           | C     | 20 aprile 1981   | Polonia     |
| 12 | Heike Beier            | S     | 9 dicembre 1983  | Germania    |
| 14 | Ewelina Sieczka        | S     | 26 gennaio 1988  | Polonia     |
| 15 | Dorota Medyńska        | L     | 15 aprile 1993   | Polonia     |
| 17 | Anna Bodasińska        | L     | 15 giugno 1998   | Polonia     |
| 18 | Pavla Vincourová       | P     | 12 novembre 1992 | Rep. Ceca   |
| 22 | Martyna Grajber        | S     | 28 marzo 1995    | Polonia     |